# جن جونغ أه

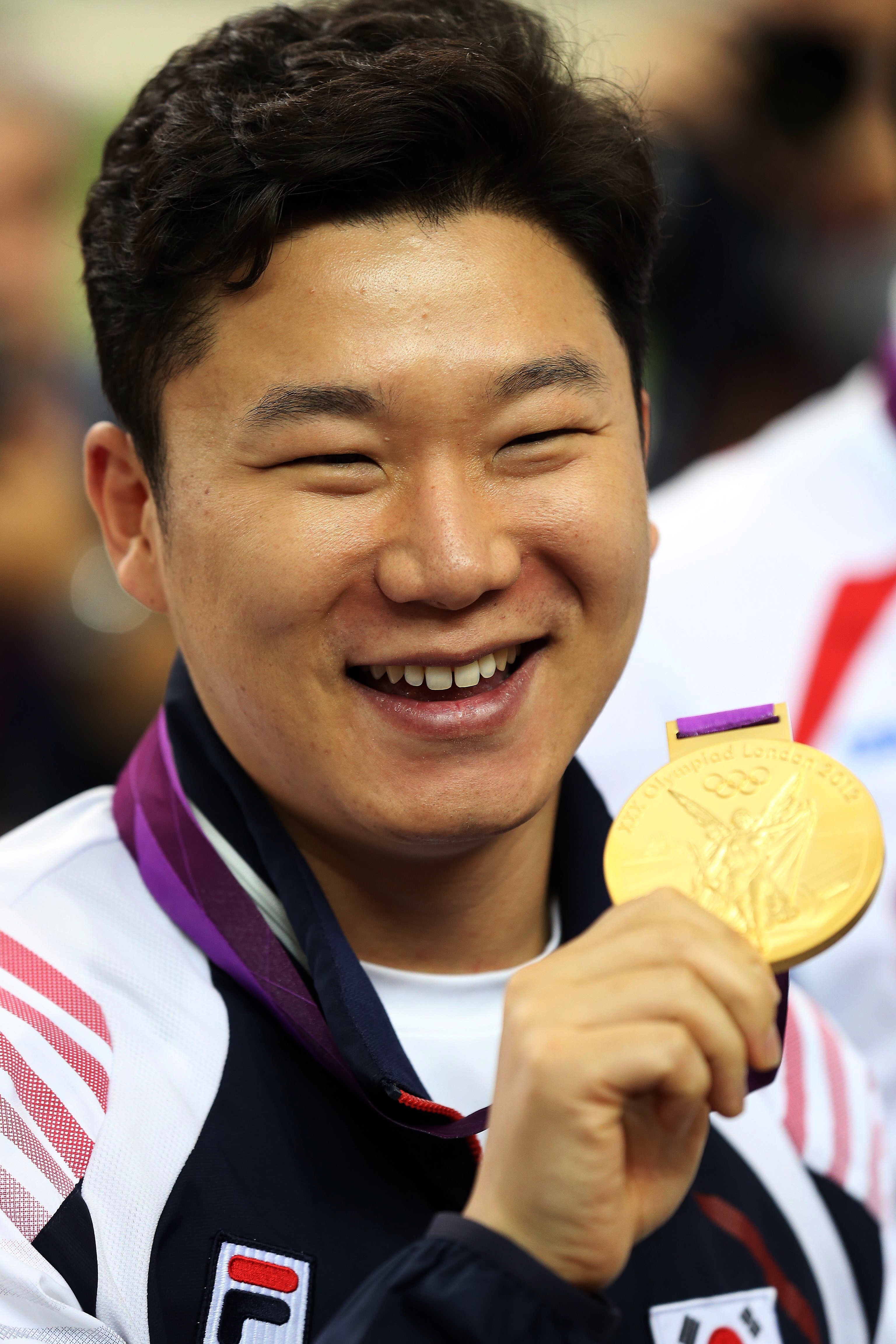

جن جونغ أه (Jin Jong-oh) هو لاعب أولمبي لرياضة الرماية من كوريا الجنوبية. شارك في الأولمبياد الصيفي في 2004–2012، وفاز بما مجموعه 5 ميداليات.

## الميداليات
| ذهب | فضة | برونز | المجموع |
| 3   | 2   | 0     | 5       |

## روابط خارجية
- جن جونغ أه على موقع الاتحاد الدولي (الإنجليزية)
- جن جونغ أه على موقع أوليمبيديا (الإنجليزية)